# Roberto Bolle
Roberto Bolle (Casale Monferrato, 26 marzo 1975) è un ballerino italiano.
Considerato uno dei ballerini più famosi della storia della danza, è il primo ballerino nella storia ad essere diventato contemporaneamente Étoile del Teatro alla Scala di Milano e Principal Dancer dell'American Ballet Theatre di New York. È Guest Artist al Royal Ballet..

## Biografia

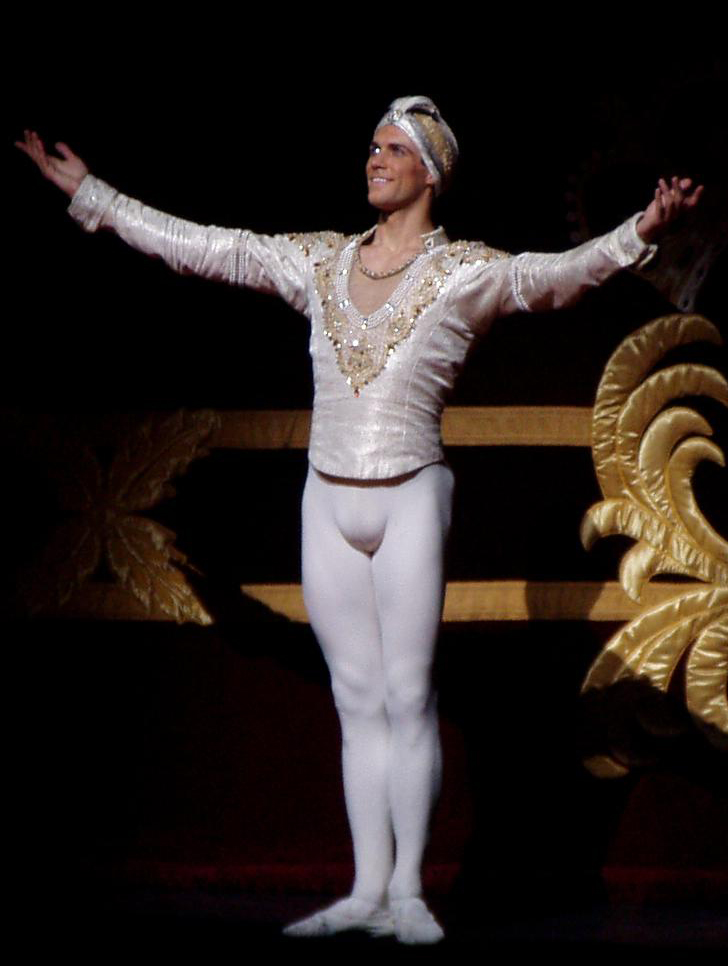
Roberto Bolle, Solor in La Bayàdere, 2007 - Royal Ballet

Roberto Bolle è nato il 26 marzo 1975 a Casale Monferrato ed ha vissuto la giovinezza a Trino. Ha dichiarato che il suo "luogo del cuore" è la chiesa di San Michele in Insula, la chiesa più antica di Trino. All'età di 11 anni è entrato alla scuola di ballo dell'Accademia Teatro alla Scala. Nel 1990 viene notato da Rudol'f Nureev, che lo sceglie per interpretare il ruolo di Tadzio nell'opera Morte a Venezia, ma il Teatro gli vieta di accettare l'offerta in quanto troppo giovane.
Nel 1995 ha conseguito il Premio Danza e Danza e il Premio Positano Léonide Massine. Al termine di una rappresentazione di Romeo e Giulietta nel 1996, viene nominato primo ballerino e i suoi impegni da protagonista, sia in balletti classici sia moderni, si moltiplicano: interpreta molti ruoli per diversi coreografi, collaborando per La bella addormentata, Cenerentola, Don Chisciotte e Il lago dei cigni. All'estero ha occasione di danzare con il Royal Ballet di Londra, il Balletto nazionale canadese, il Balletto di Stoccarda, lo Staatsoper di Berlino, il Teatro dell'opera di Vienna, il Teatro dell'opera di Monaco di Baviera, il Wiesbaden Festival, il Tokyo Ballet. Tra le ballerine classiche contemporanee italiane, ha danzato con Carla Fracci, Alessandra Ferri, Ambra Vallo, Letizia Giuliani ed Eleonora Abbagnato.
Roberto Bolle ha danzato nel Lago dei cigni e in Romeo e Giulietta alla Royal Albert Hall di Londra per l'English National Ballet, diretto da Derek Deane e nel 2000 nell'Ave Verum, su musica di Mozart presso l'Opera di Vienna e nella messa in scena dell'Aida alle piramidi di Giza per il 10º anniversario dell'opera del Cairo, cui segue la rappresentazione presso l'Arena di Verona, trasmessa in mondovisione. Nel 1998 viene candidato al Prix Benois de la Danse per la sua interpretazione nell'Apollon musagète di Balanchine al Teatro alla Scala. Nel 1999 diventa "Ambasciatore di buona volontà" per l'UNICEF, per la quale partecipa a un viaggio effettuato nel 2006 nel sud del Sudan e a uno nel novembre del 2010 nella Repubblica Centrafricana.
Sempre nel 1999 riceve il Premio Gino Tani per il suo contributo alla diffusione dei valori della danza e del movimento e nel 2000 è premiato con il "Pentagramma d'oro" del Premio Galileo 2000. Nello stesso anno 2000 inaugura la stagione del Covent Garden con Il lago dei cigni e danza al Teatro Bol'šoj di Mosca per celebrare il 75º anniversario di Maja Plissetskaja, alla presenza del presidente Vladimir Putin. Nel 2002 danza a Buckingham Palace per Elisabetta II. Nell'ottobre 2002 è protagonista del Romeo e Giulietta di Kenneth MacMillan al teatro Bol'šoj di Mosca. Nel marzo 2003 interpreta al Covent Garden di Londra La bella addormentata e in luglio, in occasione dei festeggiamenti per il terzo centenario di San Pietroburgo, danza Il lago dei cigni TV al teatro Mariinskij. Nello stesso anno gli viene riconosciuto il titolo di étoile del Teatro alla Scala.

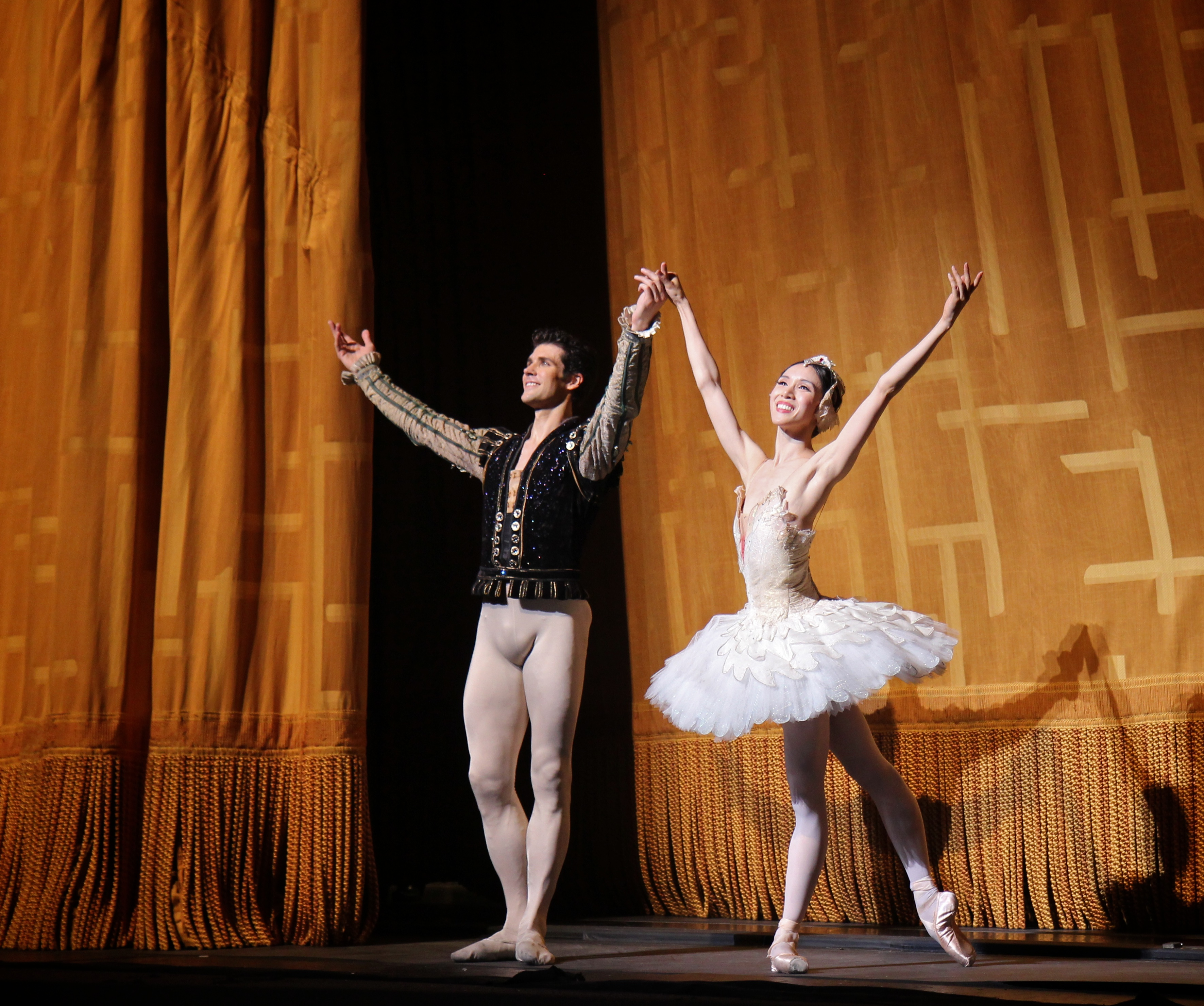
Roberto Bolle nel 2014

Il 1º aprile 2004, in occasione della Giornata mondiale della gioventù, danza sul sagrato di piazza San Pietro (Vaticano) al cospetto di papa Giovanni Paolo II. Nel 2005 danza al Teatro alla Scala di Milano, nel ruolo di protagonista del balletto Il lago dei cigni con Svetlana Jur'evna Zacharova. Il 10 febbraio del 2006 danza alla cerimonia di apertura dei XX Giochi olimpici invernali di Torino, nel segmento Dal futurismo al futuro su una coreografia ideata da Enzo Cosimi. Roberto Bolle ha collaborato in parecchi spettacoli con il direttore d'orchestra David Garforth.
Dal 2007 collabora con il FAI e nel marzo 2009 è stato nominato "Young Global Leader" dal World Economic Forum di Davos. Nel giugno 2007 ha esordito al Metropolitan di New York come Des Grieux accanto alla Manon di Alessandra Ferri, danzando ancora con lei pochi giorni dopo in occasione del suo primo addio alle scene newyorchesi in Romeo e Giulietta.
Nel 2009 è stato nominato "principal" dell'American Ballet Theatre dove ha lavorato anche per la stagione del 2010.
Nel 2008 ha tenuto il suo galà Roberto Bolle and friends sul sagrato del duomo di Milano e in Piazza del Plebiscito a Napoli. Con la collaborazione del FAI ha inoltre realizzato spettacoli al Colosseo di Roma e nella Valle dei Templi di Agrigento, nello spazio antistante il tempio della Concordia. Il tour estivo del galà si è ripetuto negli anni successivi (2009-2011) presso il giardino di Boboli a Firenze, il teatro antico di Taormina, il castello di Fénis (Valle d'Aosta), piazza della Pilotta a Parma, Piazza San Marco a Venezia, il Gran teatro all'aperto di Torre del Lago Puccini, le terme di Caracalla a Roma.
Il 1º gennaio 2013 Bolle, accompagnato dal Corpo di Ballo del Teatro alla Scala di Milano, è interprete della creazione del coreografo italo-africano Mvula Sungani nel Concerto di Capodanno dal Gran Teatro La Fenice di Venezia trasmesso in mondovisione da Rai 1 e Arte.
Nel 2016 è il protagonista su Rai 1 del suo spettacolo televisivo Roberto Bolle - La mia danza libera, presentato da Luisa Ranieri e Francesco Pannofino e andato in onda l'8 ottobre. Tra gli ospiti della serata figurano Carla Fracci, Virginia Raffaele, Jovanotti, Paola Cortellesi e Nicoletta Manni.
Nel 2017 Bolle ha girato l'Italia con il suo galà Roberto Bolle and friends.
Il 26 e 27 maggio 2017, per i 100 anni di Acqua di Parma, ha portato in scena a Parma due rappresentazioni del suo galà.

### Vita privata
Bolle è notoriamente riservato sulla sua vita privata. I media hanno documentato una sua relazione con lo stilista britannico Daniel Lee.

## Repertorio (parziale)
Royal Ballet

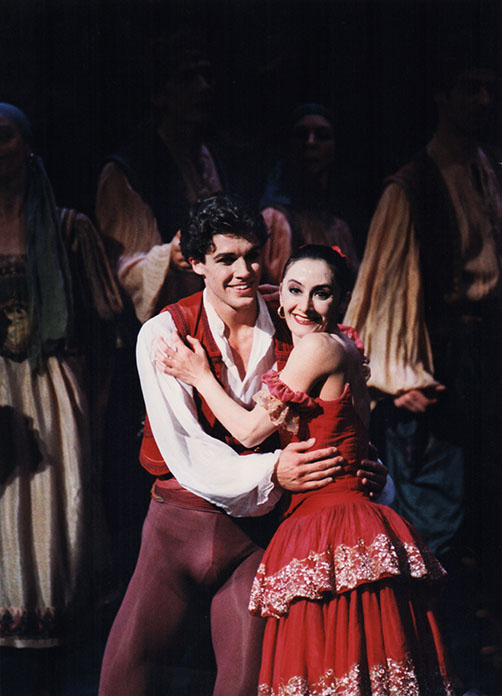
Bolle e Laura Comi nel Don Chisciotte di Nureev (Roma, 1998)

- Frederick Ashton: Aminta (Sylvia), Armand (Marguerite and Armand), Les Rendezvous, Thaïs pas de deux
- George Balanchine: Apollo (Apollon musagète)
- Anthony Dowell: Siegfried (Il lago dei cigni)
- Nacho Duato: Remanso
- William Forsythe: In the Middle, Somewhat Elevated
- Kenneth MacMillan: De Grieux (Manon), Romeo (Romeo e Giulietta), Winter Dreams, Farewell Pas de Deux
- Natalija Makarova: Désiré (La bella addormentata)
- Roland Petit: Carmen - Pas de deux and solo variations
- Sergej Vicharev: Solor (La Bayadère)
- Peter Wright: Principe (Lo schiaccianoci)

Teatro alla Scala
- Amedeo Amodio: Don José (Carmen)
- Frederick Ashton: Armand (Marguerite and Armand), Polemon (Ondine)
- George Balanchine: Apollo (Apollon musagète), Oberob (Sogno di una notte di mezza estate), Poeta (La sonnambula), Symphony in C, Die Vier Temperamente
- Patrice Bart: Albrecht (Giselle)
- Maurice Béjart: Bolero
- Mauro Bigonzetti: Principe (Cenerentola)
- Vladimir Bourmeister: Siegfried (Il lago dei cigni)
- Jean Coralli & Jules Perrot: Albrecht (Giselle)
- John Cranko: Eugene Onegin & Lenski (Onegin)
- Patrick de Bana: Don Jose (Carmen)
- Ugo Dell'Ara: Lo schiavo (Excelsior)
- Nacho Duato: Principe (Lo schiaccianoci)
- Mats Ek: Albrecht (Giselle)
- William Forsythe: Herman Schmerman, In the Middle, Somewhat Elevated
- Ronald Hynd: Danilo (La vedova allegra)
- Kenneth MacMillan: De Grieux (Manon), Romeo (Romeo e Giulietta)
- Natalija Makarova: Solor (La Bayadère)
- John Neumeier: Armand Duval (La Dame aux camélias)
- Rudol'f Nureev: Principe (Lo schiaccianoci), Basilio (Don Chisciotte), Principe (La bella addormentata), Principe (Cenerentola), Siegfried (Il lago dei cigni)
- Marius Petipa: Lucien (Paquita)
- Aleksej Ratmanskij: Opera
- Roland Petit: Quasimodo e Phoebus (Notre-Dame de Paris), il giovane pittore (Le Jeune Homme et la Mort), Les Six danses de Chabrier
- Peter Schaufuss: James (La Sylphide)
- Aleksandr Vedernikov: Principe (Le nozze di Aurora), Principe (La bella addormentata nel bosco)
- Massimiliano Volpini: Un uomo (Il giardino degli amanti)
- Christopher Wheeldon: Polyphonia

American Ballet Theatre
- Frederick Ashton: Beliaev (A Month in the Country), Aminta (Sylvia)
- John Cranko: Eugene Onegin (Onegin)
- Kenneth MacMillan: De Grieux (Manon), Romeo (Romeo e Giulietta)
- Kevin McKenzie: Albrecht (Giselle), Siegfried (Il lago dei cigni)
- John Neumeier: Armand Duval (Lady of Camelias)
- Aleksej Ratmanskij: Symphony #9
- Antony Tudor: The Leaves Are Falling

## Programmi televisivi
- Roberto Bolle - La mia danza libera (Rai 1, 2016)
- Danza con me (Rai 1, 2018-2023)
- Ballo in bianco (Rai 1, 2023-2024)
- Viva la danza (Rai 1, 2024-2025)

## Film
- Roberto Bolle - L'arte della danza, regia di Francesca Pedroni (2016) - Torino Film Festival 2016

## Premi e riconoscimenti
- 1995 – Premio Positano Léonide Massine
- 1999 – Premio Gino Tani
- 2000 – Premio Galileo 2000, Pentagramma d'oro